# Nordische Kunsthochschule
Die Nordische Kunsthochschule (NKH) in Bremen war während der Zeit des Nationalsozialismus die einzige Neugründung einer Kunsthochschule. Sie sollte „schöpfend aus dem Urgrunde deutsch-nordischen Volkstums, mitarbeiten am Aufbau arteigener Kultur im Sinne Adolf Hitlers“ – so das Eingangszitat aus einer Broschüre, die die Aufgaben und Programmatik der NKH, hier noch unter der frühen Bezeichnung Nordische Hochschule für bildende Kunst, im Nationalsozialismus umreißt. Die Kunsthochschule sollte demnach dem Versuch dienen, die NS-Rassenideologie auch auf dem Bereich der Kunst umzusetzen.

## Geschichte
Die Wurzeln der Nordischen Kunsthochschule reichen bis ins 19. Jahrhundert zurück. Eine Wurzel kann in der Zeichenschule für Künstler und Handwerker, gegründet 1823, gesehen werden, eine weitere in der Gewerbeschule, die aber nur von 1853 bis 1857 bestand. Im Februar 1870 wurde eine technische Hilfsanstalt für Handwerk und Gewerbe gegründet, die im Mai 1873 ihre Arbeit aufnahm. Ziel war es, eine Mustersammlung anzulegen, ebenso eine Zeichenanstalt, später kamen eine Bibliothek und die Schule hinzu. Waren anfangs die Schülerzahlen noch gering, so gab es ab 1904, eingeführt durch Emil Högg (Nachfolger von August Töpfer), einen Lehrplan. Vier Jahre nachdem Erich Kleinhempel die Einrichtung übernommen hatte, trennte sich 1916 die Kunstgewerbeschule vom Gewerbemuseum, mit dem es bis dahin eine organisatorische Einheit gebildet hatte. 1922 zog die Staatliche Kunstgewerbeschule in die Gebäude Am Wandrahm 23, wo sie bis 2003 verblieb. 1929 umfasste die Schule zehn Fachabteilungen: Neben einer allgemeinen Abteilung, die als Orientierungsstufe gedacht war, gab es Fachabteilungen für Architektur, Dekorationsmalerei, Bildhauerei, Keramik, Metallbearbeitungen, Gebrauchsgrafik, Mode, Textilien und Handarbeiten sowie einen Dekorateurkursus.
Die NKH wurde am 9. April 1934 gegründet. Die Gründung galt als der „auffälligste[n] Akt bremischer Kunstpolitik“. Sie umfasste neun Abteilungen:
1. Allgemeine Abteilung für Malerei, Gebrauchsgrafik, Grafik, dekorative Malerei, Zirkelzeichnen, darstellende Geometrie und Schrift (Leiter Wilhelm Tegtmeier[5])
2. Abteilungen für bildende Künste (Malerei (Carl Horn, Wilhelm Tegtmeier, Theodor Schultz-Walbaum[6]), Gebrauchsgrafik (Ottomar Anton), Grafik (Ottomar Anton, Theodor Schultz-Walbaum) und Bildhauerei (Ernst Gorsemann))
3. Abteilungen für Baukunst (Baukunst (Eduard Scotland), Innenarchitektur (Ferdinand Sckopp), Bildhauerei (Ernst Gorsemann), Baukeramik, Dekorative Malerei (Hans Groß))
4. Handwerkliche Fachklassen (Entwurfsklassen für Baumalerei (Ad. Scharffschwerdt), Raumgestaltung (Ferdinand Sckopp), Metallbearbeitung (A. Berger), Keramik und Töpferei, Mode und Modezeichnen (Frau Lindemann), Weben (Frau Krüger))
5. Werkstätten für bildende und handwerkliche Künste (Baumalerei, Metallbearbeitung, Raumgestaltung, Bildhauerei, Keramik, Buchdruckerei, Buchbinderei, Kupferdruckerei, Steindruckerei, Mode und Trachten, Weben)
6. Ergänzungsunterricht (als Pflichtunterricht für alle Studenten mussten die Fächer „Nationalpolitische Erziehung“, Anatomie, Stilkunde und Kunstgeschichte, Geometrisches und Zirkelzeichnen und Perspektive belegt werden)
7. Abendakt (Theodor Schultz-Walbaum)
8. Öffentliche Bücherei und Schülerbücherei
9. Abendunterricht für Berufstätige

Bis 1940 hatte sich die Struktur erneut verändert. Nunmehr umfasste die Hochschule vier Abteilungen:
1. Baukunst (Nordischer Bauhof),
2. Freie Künste (Malerei, Bildhauerei, Gebrauchsgrafik und Grafik)
3. Angewandte Künste
4. Kunsterziehung.

Am 8. Dezember 1936 wurde die NKH als Hochschule („Nordische Kunsthochschule und Handwerkerschule Bremen“) anerkannt. In den Kriegsjahren musste der Unterricht immer mehr eingeschränkt werden, bis die Hochschule 1945 ganz geschlossen wurde. 1946 wurde sie unter der Bezeichnung „Staatliche Kunstschule – Meisterschule für das gestaltende Handwerk“ neu eröffnet. Erster Direktor war Willy Menz. 1969 wechselte sie erneut ihren Namen in „Akademie für Gestaltung“, 1970 in „Hochschule für Gestaltung“, ab 1979 dann „Hochschule für gestaltende Kunst und Musik“, heute Hochschule für Künste Bremen mit den Studiengängen Musik, Freie Kunst, Integriertes Design und Digitale Medien. Seit 2003 befindet sich der Fachbereich Kunst und Design im Speicher XI im ehemaligen Überseehafen, der Fachbereich Musik in der Dechanatstraße in der Innenstadt.

## Direktoren, Lehrkörper und Studierende
Da die Erforschung der Geschichte der NKH noch in den Anfängen steckt, ist sowohl über die Direktoren, den Lehrkörper als auch die Studentenschaft bislang nur Rudimentäres bekannt.

### Direktoren
Die Direktoren der NKH waren:
- Fritz Mackensen als Gründungsdirektor vom 9. April 1934 bis November 1934;
- Ernst Gorsemann von November 1934 bis Februar 1935 (vermutlich kommissarisch);
- Carl Horn[8] vom 12. Februar 1935 bis Ende 1942;
- Hans Groß ab dem 12. Dezember 1942 (kommissarisch);
- Rudolf Hengstenberg ab Ende 1943 bis zur Schließung der NKH Anfang 1945

### Dozenten an der Nordischen Kunsthochschule
- Ottomar Anton, Professor für Gebrauchsgraphik und „Künstlerischer Berater des Reichsführer-SS“
- A. Berger, Metallbearbeitung
- Frau Krüger, Weben
- Frau Lindemann, Keramik und Töpferei, Mode und Modezeichnen
- Adolf Scharfschwerdt, Maler und Zeichner
- Theodor Schultz-Walbaum, Maler und Graphiker
- Ferdinand Sckopp,[9] Innenarchitektur
- Eduard Scotland, Professor für Baukunst
- Wilhelm Tegtmeier, Maler
- Emil Waldmann, Direktor der Kunsthalle Bremen bis 1945

### Studierende der Nordischen Kunsthochschule
An der Nordischen Kunsthochschule studierten u. a. folgende Personen:
- Kurt Claußen-Finks
- Heinz Dodenhoff
- Kurt Elvers
- Karl Faulstich
- Hellmuth Grüttefien
- Karl Kothe
- Christian Modersohn
- Ulrich Modersohn
- Elisabeth Pluquet
- Otto Quirin
- Gerda Schmidt-Panknin
- Willi Schwinghammer
- Karl Tüttelmann

## Politische Vorfälle an der Nordischen Kunsthochschule
Ein Zitat des langjährigen stellvertretenden Direktors der NKH, Hans Groß, gibt einen Hinweis auf zahlreiche Vorfälle an der NKH: „Die Zusammensetzung der Dozentenschaft an der Nordischen Kunsthochschule ergab ungeheure Schwierigkeiten. Carl Horns (Schwiegervater von Rudolf Heß) enge Beziehungen zu obersten Parteistellen, Prof. Scotlands Einfluss als Gauarchitekt, Gorsemanns freundschaftliche Beziehungen zum Gauleiter und Anton als künstlerischer Berater im SS Hauptamt-Berlin – dazu meine sehr fragwürdige-gefährdete Situation, alles das löste tausend Widerwärtigkeiten und Gegensätze aus.“ Dass dies nicht nur eine Schutzbehauptung von Groß war, um sich selber in einem anderen, positiveren Licht erscheinen zu lassen, sondern dass es in der Tat schwere Auseinandersetzungen und Fraktionierungen unter den Professoren gab, zeigen die folgenden Beispiele:
Wilhelm Tegtmeier, Leiter der Allgemeinen Abteilung für Malerei usw., gab am 20. Oktober 1942 zu Protokoll: „In unserer Hochschule spielen sich wiederholt Zwischenfälle ab, wodurch ein ziemlich gespanntes Verhältnis in der Lehrerschaft entsteht, das jetzt Formen angenommen hat, die ich nicht mehr, um in Ruhe arbeiten zu können, ertragen und erdulden kann.“ So habe Direktor Horn Mitte April mehrere Witze im Parteilokal der Ortsgruppe Neustadt erzählt. Einen gab Tegtmeier wieder: „Anschließend erzählte er einen weiteren politischen Witz, legte 4 Streichhölzer auf den Tisch und gab dazu folgende Erklärung. Das 1. Streichholz sei die deutsche Armee, das 2. Die französische Küste, der Zwischenraum sei der Kanal, das 3. Streichholz die englische Steilküste und das 4. Die englische Armee. Er stellte dabei die Frage, wie kommt die deutsche Armee zu der englischen Armee. Da Niemand recht antworten konnte, bückte er sich und nahm mit dem Mund das 1. Streichholz und legte es rüber zu dem 4. Mit der Bemerkung ‚Nur mit dem Maul!‘“ Tegtmeier war der Auffassung, „dass ich diesen Vorfall der Partei berichten müsse, da es nicht angängig ist, dass ein höherer Beamter und Leiter eines Kunsthochschule, der somit Erzieher der deutschen Jugend ist, derartige herabsetzende Witze über die deutsche Armee in der Öffentlichkeit bekanntgibt. Ich wollte mich durch ein Verschweigen nicht mitschuldig machen.“ Tegtmeier meldete die Begebenheit seinem Ortsgruppenleiter Ulbrich, dann dem stellvertretenden Direktor Groß. Zusammen gehen sie zu Kreisleiter Blanke, „der über diese Sache sehr empört war.“ Die Folge war ein Parteigerichtsverfahren für Horn, das er zwar unbeschadet überstand, da Horn aber wenige Monate später als Direktor ausschied, muss davon ausgegangen werden, dass er als nicht mehr tragbar erschien.
Direktor Carl Horn seinerseits bat das Personalamt Ermittlungen über Ernst Gorsemann, dem Leiter der Abteilung für Bildhauerei, anzustellen, da er in ihm einen Freimaurer vermutete. Gorsemann sah sich zu einer besonderen Erklärung genötigt, die er am 1. April 1938 abgab: „Nach meinem ganzen Lebensweg und meiner Lebenseinstellung bin ich geborener Nationalsozialist.“ Und weiter: „Seit Jahren […] diene [ich] […] mit meinen künstlerischen Werken dem Nationalsozialismus.“ Die Ermittlungen verliefen im Sande.
Carl Horn wiederum war es, der einen Studenten denunzierte, weil er nicht den Hitler-Gruß entbieten wollte. Dieser Vorfall ereignete sich bereits 1935. Der betroffene Student wurde in ein KZ eingeliefert und erst 1942 entlassen. Nachdem Hans Groß für ihn bürgte, konnte der Student sein Studium fortsetzen, was die Gestapo zuvor abgelehnt hatte.
Der bisher schwerwiegendste Fall betrifft den Studenten Kurt Elvers. Er studierte im Sommer 1944 an der NKH. Als er von dem Stauffenberg-Attentat auf Hitler am 20. Juli hörte, soll er Mitstudenten gegenüber gesagt haben: „Schade, dass es nicht geklappt hat, sonst hätten wir jetzt Frieden“. Die Kommilitonen denunzierten Elvers bei der Gestapo, mit der Folge, dass Elvers am 20. Februar 1945 in Hamburg-Höltigbaum hingerichtet wurde.

## Nachgeschichte
Nach 1945 wurde die Kunsthochschule als „Staatliche Kunstschule“ 1946 neu gegründet. Erster Direktor war Willy Menz, der bereits dem Lehrkörper der Vorläufereinrichtung angehörte und „aus politischen Gründen“ 1934 entlassen wurde. Die heutige „Hochschule für Künste Bremen“ hat im Frühjahr 2011 begonnen, ihre NS-Geschichte aufzuarbeiten.